# Wadi Halfa-strook

de grens van Egypte en Soedan: de Wadi Halfa-strook is de kleine groene uitstulping ongeveer halverwege de grens

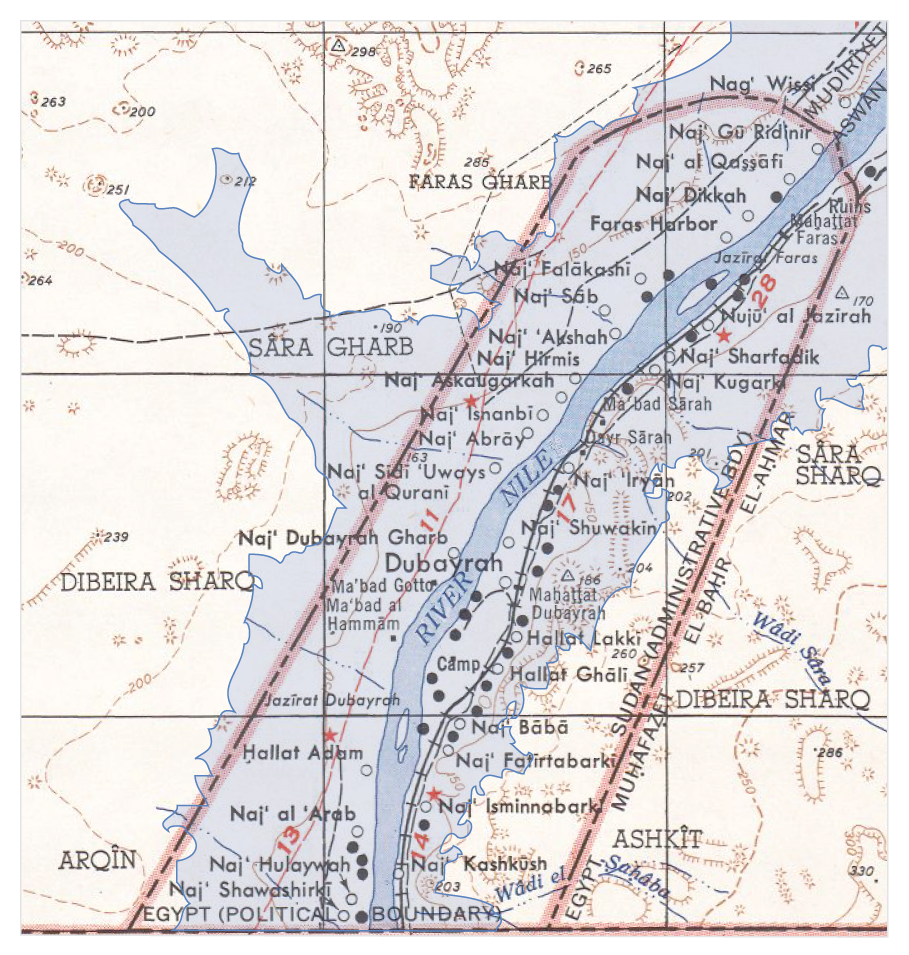
kaart uit 1953 met de grenzen van de Wadi Halfa-strook; het lichtblauwe gebied ligt sinds de bouw van de Aswandam onder water

De Wadi Halfa-strook (Arabisch: وادي حلفا, Engels: Wadi Halfa Salient, vernoemd naar Wadi Halfa, een nabijgelegen Soedanese stad 22 kilometer ten zuiden van de grens, is de onofficiële naam van een uitstulping in de internationale grens tussen Soedan en Egypte langs de Nijl naar het noorden.

## Geschiedenis
In 1899 werd de grens tussen Anglo-Egyptisch Soedan en het de facto onder Brits bestuur staande kedivaat Egypte in de Anglo-Egyptische Condominiumovereenkomst op de 22e Breedtegraad vastgelegd. De toegang tot het Wadi Halfa-gebied en dus het bestuur van de bevolking daar was echter gemakkelijker vanuit Soedan, dus in 1902 werd in een aanvullend verdrag bij de oorspronkelijke overeenkomst door het Verenigd Koninkrijk van Groot-Brittannië en Ierland een nieuwe, naar het noorden uitgebreide administratieve grens vastgesteld, waarbij de Wadi Halfa-strook in het Soedanese administratieve gebied opgenomen werd.
Naast de Wadi Halfa-strook week ook de Hala'ib-driehoek aan de kust van de Rode Zee naar het noorden af van de oorspronkelijke grens ten gunste van Soedan, evenals onmiddellijk ten westen daarvan het veel kleinere gebied rond Bir Tawil, dat van de oorspronkelijke grens naar het zuiden afwijkt.²

## Politieke situatie
Egypte houdt vast aan de oorspronkelijke grens van 1899, langs de 22e graad noorderbreedte en claimt daarom niet alleen de Wadi Halfa-strook maar ook de Hala'ib-driehoek, terwijl het Bir Tawil ten zuiden van de grens niet claimt. Omgekeerd claimt Soedan, aangezien het de administratieve grens van 1902 claimt, dezelfde gebieden als Egypte. Bir Tawil wordt door geen van beide landen opgeëist.

## Geografie
De Wadi Halfa-strook, met een totale oppervlakte van 210 km², is ongeveer 9 km breed en strekt zich aan weerszijden van de oorspronkelijke loop van de Nijl als een vinger 25 km naar het noorden, naar Egyptisch grondgebied. Als gevolg van de bouw van de Hoge Aswandam en de overstroming van het Nassermeer (van Soedanese kant Nubiëmeer genoemd), kwam een groot deel van de Nijloever in dit gebied onder water te staan. De meeste dorpen in de omgeving, evenals de oude stad Faras werden overspoeld. De mensen werden gedeeltelijk verplaatst naar Nieuw Halfa in de zuidoostelijke staat Kassala.Volgens een gedetailleerde kaart uit 1953, dat wil zeggen vóór de overstroming, konden in het gebied in totaal 52 dorpen worden geteld, waarvan 24 ten westen van de Nijl (waarvan slechts 17 met name vermeld), 29 ten oosten van de Nijl (twaalf met name genoemd) en een naamloos dorp op het toenmalige Faras-eiland in de Nijl. De grootste stad en de enige met meer dan 2000 inwoners was Dubaira. 
Sinds het meer werd afgedamd is er nog maar zo'n 30 tot 40 km² landoppervlakte over in de Wadi Halfa-strook, grotendeels aan de oostelijke oever van het Nassermeer. Het is een onherbergzame, vrijwel vegetatievrije rotsachtige woestijn. Zonder uitzondering zijn alle dorpen op de kaart tijdens de overstroming verdwenen.